# National Defense Industrial Association
A National Defense Industrial Association (NDIA) é uma associação comercial do governo dos Estados Unidos e da base industrial de defesa. É uma organização educacional 501(c)(3). Sua sede fica em Arlington, Virgínia. A NDIA foi criada em 1919 como resultado da incapacidade da indústria de defesa de aumentar o esforço de guerra durante a Primeira Guerra Mundial.

## História
Em 1917, o Brigadeiro General Benedict Crowell foi chamado para o serviço ativo e serviu no "General Munitions Board". Como membro do conselho, ele estabeleceu um relacionamento com a indústria do aço e foi quase imediatamente nomeado Secretário Assistente de Guerra e Diretor de Munições. Como Diretor de Munições, Crowell foi um catalisador significativo na melhoria da capacidade do país de produzir armas e munições. No entanto, ele reconheceu a necessidade da nação ter uma associação que fomentasse a cooperação entre a indústria civil e o governo em apoio à preparação industrial. Ele fundou a "Army Ordnance Association" (AOA) em 1919 e serviu como presidente nos primeiros 25 anos. Nas décadas seguintes, a AOA se tornou a "American Defense Preparedness Association" (ADPA), que então, em 1997, se fundiu com a "National Security Industrial Association" (NSIA) fundada em 1944, criando assim a NDIA.